# Demodicosi
La demodicosi o rogna demodettica, più comunemente indicata con il termine rogna rossa, è una patologia parassitaria dei caninae provocata da un acaro microscopico, il Demodex canis. Due altri membri della stessa famiglia di acari, il Demodex brevis e il Demodex folliculorum, possono causare manifestazioni patologiche anche nell'uomo.

## L'agente patogeno
Il Demodex appartiene alla famiglia Demodicidae, sottordine Prostigmata, ordine Acarina, classe Arachnida, phylum Arthropoda.
Ha forma allungata, a mezzo fuso, con spiccato dimorfismo sessuale. Le femmine sono ovipare e tutto il ciclo vitale si compie all'interno del follicolo pilifero, attraverso gli stadi di uovo, larva esapode, larva ottopode ed adulto. La durata del ciclo vitale è stimata attorno ai trenta giorni, anche se non esistono dati precisi al riguardo.
L'ospite di elezione definitivo è il cane; l'infestazione del follicolo si verifica esclusivamente durante le prime settimane di vita del cane, quando gli acari che vivono come commensali sulla cute della madre si spostano sui lattanti nelle zone cutanee più esposte alla trasmissione nel corso dell'allattamento, ossia regione del muso, aree periorbitali, arti anteriori e spazi interdigitali. Queste sono esattamente le aree dove si riscontrano con maggiore frequenza le lesioni indotte dalla malattia, almeno nelle fasi iniziali.
A causa della localizzazione profonda del parassita, la trasmissione per contatto diretto è molto difficile, salvo per contatti molto stretti e prolungati (esattamente ciò che avviene in fase di allattamento).

## Tipologie e sintomi
Dal punto di vista clinico esistono due tipi fondamentali di demodicosi: la forma localizzata e la forma generalizzata.
La prima è una patologia di lieve gravità che si riscontra prevalentemente nei cani giovani; è presente in varie razze ed in entrambi i sessi e generalmente ha una risoluzione spontanea. La malattia comincia con una perdita di pelo acuta o graduale, prevalentemente in corrispondenza della testa e delle estremità, senza prurito né infiammazione secondaria. A volte è presente desquamazione, ostruzione del follicolo pilifero e iperpigmentazione postinfiammatoria. Nei soggetti giovani inoltre può causare un aumento abnorme dell'appetito.
La forma generalizzata viene sottoclassificata in forma giovanile, forma adulta e in pododemodicosi cronica, seguendo un criterio concausale. Dal punto di vista invece strettamente sintomatologico, tutte le precedenti forme descritte vengono incluse nelle due forme, squamosa e pustolosa.
I primi segni clinici sono rappresentati da aree alopeciche diffuse o a chiazze, che velocemente diventano eritematose, squamose, con croste e comedoni (forma squamosa); nella maggior parte dei casi si sviluppano velocemente lesioni pustolose e/o papulose, foruncoli contenenti pus o addirittura cellulite con forte dolorabilità della parte ed edema (forma pustolosa). Questa situazione è dovuta all'instaurarsi contemporaneamente all'infestazione di una infezione batterica, generalmente da Stafilococchi, batteri del genere Proteus e Pseudomonas, o da un lievito, Malassezia pachydermatis.
Quando l'infezione è particolarmente grave, i soggetti colpiti possono mostrare risentimento sistemico, con forte prurito, febbre, anoressia, linfoadenopatia, letargia e grave debilitazione.
La pododemodicosi è la particolare situazione in cui tutte le lesioni si localizzano sulle regioni digitali ed interdigitali; si tratta di una forma considerata generalizzata per l'andamento clinico, grave e con regressione dei segni clinici molto lenta o addirittura inesistente.
La forma generalizzata è particolarmente frequente in alcune razze, come il Bulldog inglese, il Dobermann, il West Highland White Terrier.

## Cause
Si sospetta da studi recenti che lo sviluppo della malattia clinica sia causato da alterazioni della risposta immunitaria al parassita, che quindi da commensale diventa patogeno. Ciò è anche dimostrato dall'evidenza che la forma adulta si riscontra prevalentemente in animali con stati di immunosoppressione più o meno gravi, indotti ad esempio da gestazione, allattamento, diabete, sindrome di Cushing o terapie prolungate con farmaci immunosoppressori come i cortisonici.
Nei giovani, ed in alcune razze in particolare, si sospetta che le lesioni siano indotte da un'alterata risposta dell'immunità locale cellulare, più che dall'azione diretta del parassita.

## Trattamento
La terapia nel cane storicamente più conosciuta prevede un trattamento di spugnature settimanali con Amitraz (insetticida, acaricida), alla dose consigliata dalla casa farmaceutica e sotto controllo veterinario. Il controllo dell'efficacia della terapia consiste nella ricerca diretta dei microrganismi (Demodex) al microscopio osservando il raschiato cutaneo effettuato sulle lesioni, con bisturi e unguento (tipo vaselina).

La terapia ha una durata minima di 4-6 settimane e si protrae in dipendenza dalle condizioni iniziali e dalla risposta del cane, che si considera guarito qualora si verificano almeno due ultimi raschiati negativi.

Attualmente vi sono numerosi altri principi attivi ad azione endectocida ad ampio spettro, per applicazione cutanea o sottocutanea, tra i quali Metaflumizone, Ivermectina, Moxidectina e Imidacloprid.

La terapia cutanea tende oggi ad essere rimpiazzata con la terapia antibiotica a somministrazione orale, ad esempio con Afoxolaner in associazione con Milbemicina ossima, due antiparassitari che possono presentarsi anche in forma di tavolette masticabili, efficace e con basso rischio di effetti collaterali, somministrabile per via orale sempre sotto controllo veterinario anche contro altri artropodi ed elminti.

La durata della terapia antibiotica orale è analoga a quella cutanea, da un minimo di 4-6 settimane, sempre in dipendenza dalle condizioni iniziali e dalla risposta del cane. Il controllo è il medesimo e la guarigione si verifica con almeno due raschiati cutanei negativi.
Prima delle moderne terapie era molto in voga l'uso di preparati iniettabili a base d'Ivermectina ma destinati in realtà a ruminanti e suini, l'uso era quindi in deroga e teoricamente sanzionabile inoltre in alcune razze a causa di un'anomalia genetica del gene MDR-1 tale pratica può causare seri disturbi neurologici spesso fatali.